# Cyperus bonariensis
Cyperus bonariensis is een bloeiende plant uit de cypergrassenfamilie.  De wetenschappelijke naam is gepubliceerd in 2013 door Tucker.

## Verspreiding
De soort komt van nature voor in Venezuela en de twee eilandengroepen voor de kust, de Venezolaanse Antillen en de ABC-eilanden.